# Empire (Cherson)

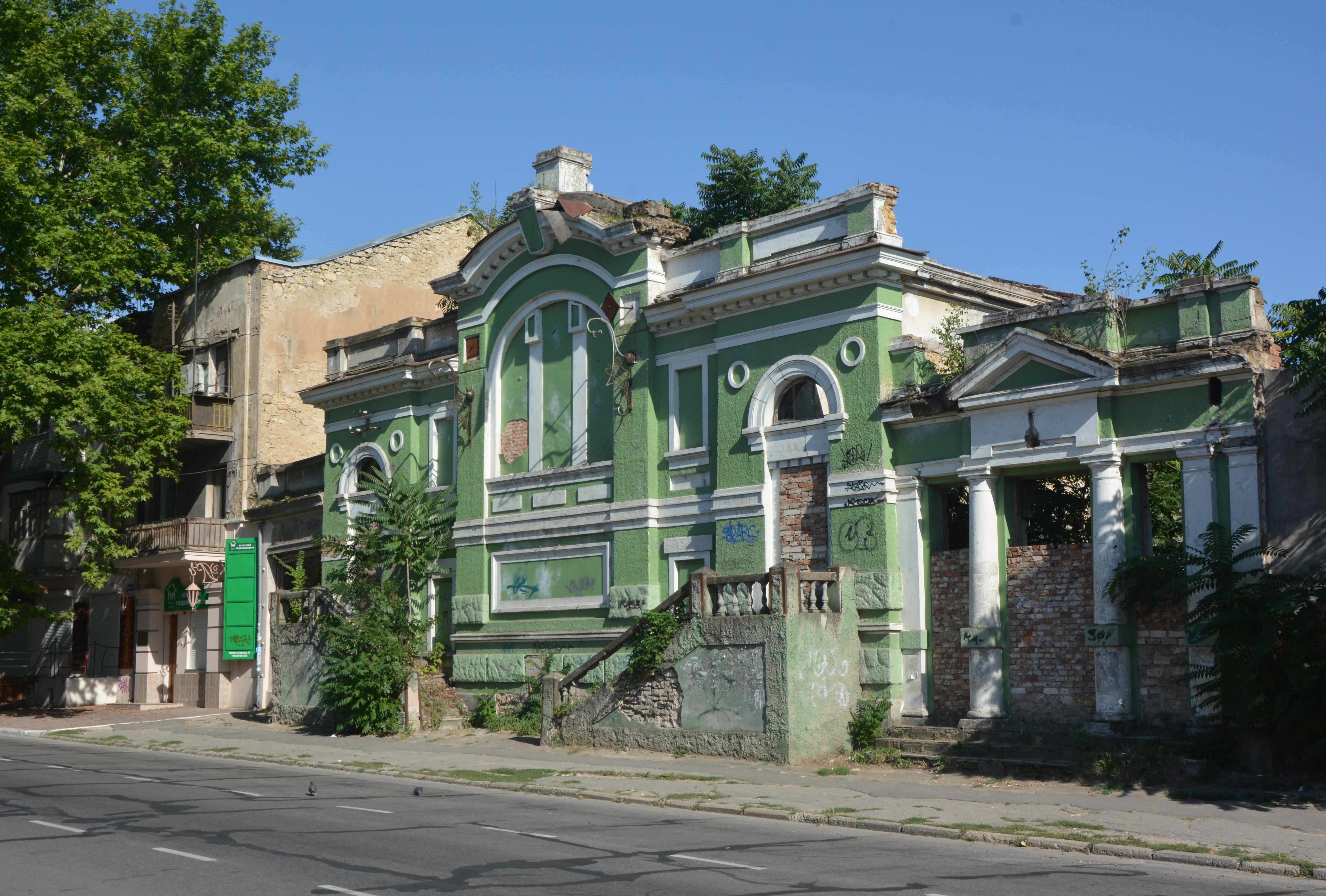
Filmtheater Ampir

Das Empire (ukrainisch Ампір, Ampir) ist ein ehemaliges Filmtheater und ein historisches Bauwerk in der ukrainischen Stadt Cherson.

## Geschichte
Das um die Wende zum 20. Jahrhundert errichtete Gebäude steht an der Theaterstrasse im Quartier Suworow im Stadtzentrum. 1915 wurde es zu einem Vorführungssaal für Filme, dem ersten großen Kino in der Stadt mit dem Namen Empire, umgebaut. Darin führte der Besitzer und Kameramann Isaia Spektor von Cherson eigene Filmwochenschauen und auch Produktionen vor, die er von einem Filmverleih in Odessa bezog, wo das erste Filmstudio des Russischen Reiches bestand. Vor der Russischen Revolution 1917 war das Empire das führende Kino in Cherson, es zeigte auch Werke aus anderen Ländern. 1920 wurde das Haus verstaatlicht und von den kommunistischen Behörden seit 1924 unter dem Namen Komintern weiter betrieben. Das Kino zeigte nur noch sowjetische Filme; 1930 kam der erste Tonfilm, ein Werk des Regisseurs Sergej Timoschenko, in das Programm. Während des Zweiten Weltkriegs trug das Kino zeitweise den Namen Gloria.
Der Kinobetrieb dauerte bis 1998, als das Gebäude einem wahrscheinlich wegen Brandstiftung ausgebrochenen Feuer zum Opfer fiel. Das seither nicht wiederhergestellte Bauwerk wurde 2009 an einen privaten Investor verkauft.